# Барибаева
Барибаева (каз. Бәрібаев, до 1997 г. — Акжар) — село в Балхашском районе Алматинской области Казахстана. Административный центр Акжарского сельского округа. Код КАТО — 193635100.

## Население
В 1999 году население села составляло 533 человека (281 мужчина и 252 женщины). По данным переписи 2009 года, в селе проживало 526 человек (263 мужчины и 263 женщины).